# 建築板金技能士
建築板金技能士（けんちくばんきんぎのうし）とは、国家資格である技能検定制度の一種で、都道府県職業能力開発協会（問題作成等は中央職業能力開発協会）が実施する、建築板金に関する学科及び実技試験に合格した者をいう。

## 概要
住宅をはじめとした建築物にかかる板金工事の技能を認定する国家資格（名称独占資格）である。
単に板金技能士という場合は工場板金技能士が含まれる。
技能検定試験では「内外装板金作業」と「ダクト板金作業」に分かれる。
等級には、1級～3級（ダクト板金作業は1、2級のみ）まであり、それぞれ上級技能者、中級技能者、初級技能者が通常有すべき技能の程度と位置づけられている。
1級合格者は職業訓練指導員 (建築板金科)、職業訓練指導員 (塑性加工科)の実技試験と学科試験の関連学科が免除され、2級合格者は実技試験が免除される。

## 実技作業試験内容

### 建築板金（内外装板金作業）
- 1級：板金工具及びはんだ付け工具を使用し、溶融亜鉛めっき鋼板（亜鉛鉄板）厚さ0.35mmを加工して、落し口のついた谷どい状の製品を製作する。試験時間：5時間
- 2級：板金工具及びはんだ付け工具を使用し、溶融亜鉛めっき鋼板（亜鉛鉄板）厚さ0.35mmを加工して、落し口のついた角どい状の製品を製作する。試験時間：4時間30分
- 3級：板金工具及びはんだ付け工具を使用し、溶融亜鉛めっき鋼板（亜鉛鉄板）厚さ0.35mmを加工して、落し口の付いたホッパーを製作する。試験時間：3時間

### 建築板金（ダクト板金作業）
- 1級：溶融亜鉛めっき鋼板を加工して、長方形の曲りダクトに長円形の短管を取り付ける。試験時間：4時間
- 2級：溶融亜鉛めっき鋼板を加工して、正方形の曲りダクトに円形の短管を取り付ける。試験時間：4時間

## 取得後の称号
技能検定に合格すると、等級に応じて技能士の称号が付与される。名刺などに資格を表記する際には「1級建築板金技能士」、「2級建築板金技能士」、「3級建築板金技能士」のように等級を明示する必要がある。等級の非表示、等級表示位置の誤り、職種名の省略表示などは不可である。
なお、職業能力開発促進法により、建築板金技能士資格を持っていないものが建築板金技能士と称することは禁じられている。

## 関連する資格
建築板金（内外装板金作業）技能士は登録建築板金基幹技能者の、また建築板金（ダクト板金作業）は登録ダクト基幹技能者の資格要件の一部となっている。
建設業の主任技術者要件において、建築板金（内外装板金作業）技能士は板金工事業の、また建築板金（ダクト板金作業）は管工事業の資格要件の一部となっている。1級技能士は実務経験にかかわりなく主任技術者となれる。